# Aísa
Aísa är en ort i Spanien.   Den ligger i provinsen Provincia de Huesca och regionen Aragonien, i den nordöstra delen av landet, 400 km nordost om huvudstaden Madrid. Aísa ligger 1 047 meter över havet och antalet invånare är 419.
Terrängen runt Aísa är kuperad åt sydväst, men åt nordost är den bergig. Runt Aísa är det mycket glesbefolkat, med 7 invånare per kvadratkilometer. Närmaste större samhälle är Jaca, 13,6 km söder om Aísa. I omgivningarna runt Aísa växer i huvudsak blandskog.